# Trichaphodiellus brasiliensis
Trichaphodiellus brasiliensis är en skalbaggsart som beskrevs av François Louis Nompar de Caumont de Laporte 1840. Trichaphodiellus brasiliensis ingår i släktet Trichaphodiellus och familjen Aphodiidae. Inga underarter finns listade i Catalogue of Life.